# Первомайская роща
Первомайская роща — лесопарк, рекреационный объект, памятник природы, созданный в 1982 году. Расположена в Пролетарском районе Твери в непосредственной близости от крупного жилого массива, пос. Первомайского, больничного комплекса, реки Тьмаки. 

## Возникновение
Первомайская роща — сосновая роща естественного происхождения.
Согласно документам, роща существовала ещё при Успенском Желтиковом мужском монастыре, основанном в 1384 году.
Монастырь располагался в 5,35 км от г. Твери в месте под названием Желтиково.
С западной стороны монастырь окружала роща, в то время называвшаяся Желтиковой.

## Характеристика рощи
Доминирующий типа леса:
- сосна — средний возраст 72 года
- брусника

Подлесок:
- малина
- рябина обыкновенная
- бузина красная
- берёза
- клен ясенелистный
- ива (единично)
- жимолость (единично)

Лесная площадь составляет 95,5 % от общей площади рощи. Пустырь и прогалина составляют 1,7 га, нелесные земли — дороги и проч. — 0,7 га (1,4 %). Покрытые лесом земли представлены только сосновыми насаждениями. Насаждения искусственного происхождения (лесные культуры) составляют 7,5 га. В роще развита сеть прогулочных грунтовых тропинок, но отсутствуют скамейки, урны для мусора. Со стороны реки Тьмака, близ берега, часто большое количество автомобилей, особенно в летний период. К вечеру вырастают горы мусора после пикников, но убирать его некому. Два года назад был увезен городской мусорный контейнер, теперь неразлагаемые мусорные отходы лежат на дорогах, в кустах и низинах у реки. 
На территории рощи расположено Первомайское кладбище, на содержание которого выделяется 250000 руб. ежемесячно, для обслуживания и облагораживания, но за последние 25 лет эти процедуры не были проведены, а кладбище заросло деревьями, кустами, мусором с дорог. Часто на кладбище собираются подростки, наркоманы и алкоголики, уничтожаются памятники и вырываются могилы. Здесь нередко собираются сатанисты, и их отметки встречаются на оскверненных надгробьях и деревьях. Также со стороны реки Тьмака, где она поворачивает в сторону коттеджного посёлка, есть большая водосточная труба, из которой льются прямо в реку отходы автомасел и других автожидкостей из соседнего кооператива на «Борихино поле». Медленно, но верно уничтожаются лесопарковая зона и речной массив вместе с его обитателями. Так, ещё в 1998 году прозрачность реки составляла 90 %, в ней водилось много рыбы и раков. Сейчас прозрачность воды менее 45 %, рыбы практически нет. Городская стратегия по развитию зоны отдыха не проводится, все обещанные в 2007 году улучшения качества жизни, чистоты, культуры и отдыха не были проведены, однако деньги из бюджета поступают и исчезают, не доходя до нужного места.
Согласно Стратегии развития зелёных зон, «Первомайская роща» — это Особо охраняемая природная территория (ООПТ) — участки земли, водной поверхности и воздушного пространства над ними, где располагаются природные комплексы и объекты, которые имеют особое природоохранное, научное, культурное, эстетическое, рекреационное и оздоровительное значение, которые изъяты решениями органов государственной власти полностью или частично из хозяйственного использования и для которых установлен режим особой охраны. Однако территория Первомайской рощи не охраняется, и природоохранная прокуратура не производит проверки содержания и контроля, повышения качества обслуживания лесопаркового заказника «особого значения».